# Barak (missile)
Pour les articles homonymes, voir Barak.
Le Barak est un missile mer-air (antiaérien et antimissile) à capacité mer-mer à courte portée construit par la coentreprise entre Israel Aerospace Industries (IAI) et la société Raphael.

## Développement
Le premier test du Barak a eu lieu en 1991.
Le missile est lancé verticalement, ce qui dans le cadre d'une défense antimissile fait gagner en temps de réaction et permet de couvrir les 360 degrés en azimut.
Grâce au radar EL/M-2221 développé par ELTA, le Barak est un missile tout temps, contre les menaces multiples (Antiaérien, Antimissiles, et Antinavires) et il peut être lancé simultanément contre différentes cibles.

## Caractéristiques
Sa charge de 22 kg représente 22 % du poids total du missile (ratio rarement égalé pour un missile). Le Barak est équipé d'un altimètre qui lui permet d'engager toute cible en vol rasant.
Le système complet comprend huit tubes prêts au tir qui ne pèsent que 1 700 kg. Le système de contrôle (C3I) et de tir ne pèse que 1 300 kg, et peut être utilisé seul ou en liaison avec d'autres systèmes de détection. Le Barak ne requiert que très peu de maintenance une fois installé à bord du navire.
Le missile peut être tiré en salve contre plusieurs cibles différentes.
En 2005, la Marine indienne procéda à des tests réels contre l'ensemble de ses propres missiles antinavires. Elle revendiqua 100 % de réussite.

## Pays utilisateurs
- Israël
- Inde
- Singapour
- Maroc

## Versions
- Barak 1: Missile Multi-Mission (Surface-Air et Mer-Mer) à courte portée (moins de 12km)

- Barak 2 : Projet de modernisation du Barak-1 proposé à la Marine Indienne.

- Barak 8: Missile Surface-Air (Antiaérien, Antimissiles, Anti-Drones, déploiement terrestre ou sur Navire) à longue portée (50 à 60km), capacité Mer-Mer courte portée en cours de développement.

## Sources
- http://www.rafael.co.il/marketing/area.aspx?FolderID=354&docID=928
- http://www.iai.co.il